# 政府經濟顧問辦公室
政府經濟顧問辦公室（英語：Office of the Government Economist，OGE）是中華人民共和國香港特別行政區政府財政司司長辦公室的一個部門。於2004年6月1日由財經事務及庫務局財經事務科轄下的經濟分析部與工商及科技局工商科轄下的方便營商部合併為經濟分析及方便營商處。2018年4月1日，方便營商部撥入創新科技及工業局轄下的效率促進辦公室，辦公室並改為現名。
部門首長由政府經濟顧問擔任，現任(署理)政府經濟顧問為林幗瑛博士。

## 職責
政府經濟顧問辦公室負責進行經濟分析和就政府的政策提供相關意見。其具體職能如下 -
1. 監察經濟發展和定期編製經濟報告和預測；
2. 在制訂財政預算時提供資料和分析；
3. 就經濟事宜向政府各局和部門提供意見；以及
4. 評估政府各項政策、措施和計劃對經濟的影響。

## 歷任政府經濟顧問
- 馬敬廉 Alan McLean (1984年9月26日- 1989年10月4日)
- 鄧廣堯（1989年11月－2004年5月）
- 郭國全（2004年10月－2008年10月）
- 陳李藹倫（2008年10月－2018年3月）
- 歐錫熊（2018年4月－2022年4月）
- 梁永勝（2022年4月－2025年4月）

## 外部連結
- 香港特別行政區政府 經濟分析及方便營商處